# چارلز کالسون
چارلز کالسون (انگلیسی: Charles Coulson؛ زاده ۱۳ دسامبر ۱۹۱۰ – درگذشته ۷ ژانویهٔ ۱۹۷۴) یک دانشمند اهل بریتانیا بود.